# النقل في العراق

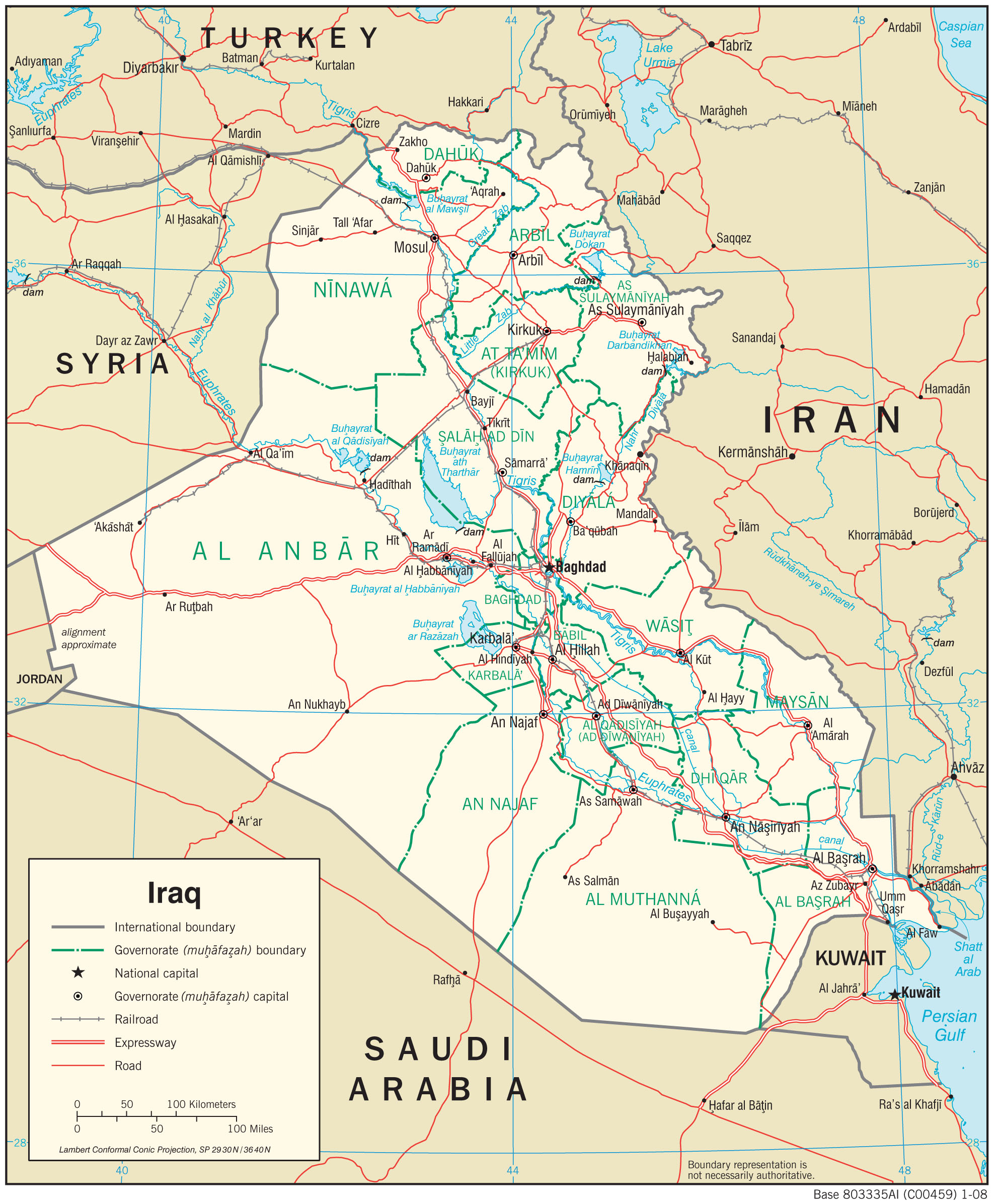

ويتكون النقل في العراق من السكك الحديدية والطرق السريعة والممرات المائية وخطوط الأنابيب والموانئ والمرافئ ومشاة البحرية والمطارات.

## السكك الحديدية
لأكثر من عقدين كانت هناك خطط في العراق لبناء شبكة مواصلات تحت الأنفاق (الميترو) في العاصمة بغداد وقد تم بناء جزء صغير من شبكة الأنفاق ولكنها تستعمل في الوقت الحاضر لأغراض عسكرية، يصل الطول الأجمالي لسكك الحديد في العراق 2,032 كم وتربط خطوط سكك الحديد العراق مع الدول المجورة مثل سوريا ومن عبرها إلى تركيا وهناك خط حديدي بين محافظة البصرة وخرمشهر (المحمرة) في إيران وبين محافظة ديالى وکرمانشاه في إيران.
دخلت السكك الحديدية للعراق منذ مطلع القرن الماضي أثناء التواجد البريطاني في العراق وتمتد خطوط شبكة السكك الحديدية من جنوب العراق إلى شماله. وقد بدأ العراق بإعادة تجديد وتطوير واستحداث العديد من خطوط الشبكة وقاطرات الركاب والبضائع ويبلغ طول شبكة السكك الحديدية في العراق 2272 كم وبدأ العراق بتوسيع شبكة السكك الحديد مؤخرا لربطها ببعض دول الجوار وعلى رأسها تركيا، بالإضافة إلى مشروع مترو بغداد وهو الأول من نوعه في العراق.
يصل إجمالي طول الطرق الرئيسية في العراق إلى ما يقارب 45,550 كم منها 38,400 كم عبارة عن طرق مبلطة و 7,150 كم لا تزال غير مبلطة حسب تقديرات 1996. وأكبر شارع في العالم في العراق هو الطريق من بغداد إلى سويا (الوليد)
- الشركة العامة لسكك الحديد العراقية
- مترو بغداد
- محطة بغداد المركزية
- محطة قطارات المعقل

### الخرائط
- UNHCR Atlas Map
- UN Map

### وصلات السكك الحديدية مع الدول المجاورة
جميع البلدان المجاورة عموما استخدام 4 قدم 8 1/2 في (1435 ملم) مقياس معياري، ولكن قد تختلف في وصلات. الجيران مع السكك الحديدية المكهربة - تركيا وإيران - على حدٍّ سواء استخدام معيار العالم 25 kVAC
- تركيا - عبر سوريا
- إيران - وصلة واحدة جزئيا تحت الإنشاء والوصلة الثانية المخطط لها
  - المحمرة، إيران، إلى البصرة، العراق - كاملة تقريبا (2006)
  - كرمنشاه، إيران، ومحافظة عراقية من ديالى - بدأ البناء.
  - أنظر أيضا () أو 2005.
- الكويت - لا السكك الحديدية
- المملكة العربية السعودية -
- الأردن - شيِدت جزئيا - كسر مقياس 4 قدم 8 1/2 في (1435 ملم) مقياس معياري / 1050 مم (3 أقدام في 5 11/32) عيار
- سوريا - نفس مقياس - على ربيعة .

## النقل البري
تأسست خدمة الحافلات العابرة للصحراء البرية بين بيروت وحيفا ودمشق وبغداد من قبل شركة النقل نيرن من دمشق في عام 1923.

### الطرق
مجموع:
44,900 كم

مبلط:
37,851 كم,

غير ممهدة:
7,049 كم (2002)

## الطرق المائية
يعتبر شط العرب من أهم الطرق المائية في العراق ولكن بعض أجزاء الشط غير صالحة للملاحة بسبب عمقها غير الكافي في بعض الأجزاء ويعتبر ما يقارب 100 كم من شط العرب صالحا للملاحة باستعمال البواخر العملاقة وكان عدم توفر منفذ كافي للعراق على البحر أحد أهم الأسباب التي أدت إلى حرب الخليج الأولى ويعتبر ميناء البصرة وميناء أم قصر من أهم موانئ العراق وهناك موانئ أخرى أصغر حجما مثل ميناء خور الزبير وميناء خور العمية. حسب إحصاءات 1999 كان العراق يمتلك 13 ناقلة نفط عملاقة و 14 سفينة نقل بضائع وسفينة نقل ركاب واحدة.
حتى الآن يستخدم النقل النهري في العراق للمسافات القصيرة جداً وعلى نطاق شخصي. وتعد البصرة ميناء العراق الوحيد على خليج البصرة ويوجد بها عدد لا بأس به من الموانئ البحرية بعضها مخصص للمسافرين والتجارة وأخرى لتصدير النفط.

## خطوط الأنابيب
النفط الخام 5432 كم. الغاز الطبيعي 2455 كم. المنتجات المكررة 1637 كم. غاز النفط السائل 913 كم

## موانئ والمرافئ

### الخليج العربي
- ميناء أبو الفلوس
- ميناء أم قصر
- ميناء الفاو الكبير
- ميناء خور الزبير
- ميناء البصرة النفطي
- ميناء المعقل
- ميناء خور العمية

## البحرية التجارية
الكلية: 32 سفن (مع حجم 1000 طن إجمالي السجل (GRT) فما فوق) بلغ مجموعها 606227 GRT / 1067770 طن الساكنة (DWT)
السفن حسب نوع: سفينة شحن 14 سفينة الركاب 1، الركاب / البضائع 1، ناقلة النفط 13 والبضائع المبردة 1، لفة على / سفينة قبالة لفة 2 (1999 بتوقيت شرق الولايات المتحدة).

## المطارات
ويملك العراق حوالي 104 مطارا اعتبارا من 2012. المطارات الرئيسية وتشمل:-
- مطار بغداد الدولي
- مطار البصرة الدولي
- مطار الموصل الدولي
- مطار أربيل الدولي
- مطار السليمانية الدولي
- مطار النجف الدولي
- مطار دهوك الدولي
- مطار كربلاء الدولي
- مطار الناصرية

### المطارات - مع مدارج معبدة
مجموعه:
75

  خلال 3047 م:
20

  2438 إلى 3047 م:
36

  1524 إلى 2437 م:
5

  914 إلى 1523 م:
6

 تحت 914 م:
6 (2012)

### المطارات - مع مدارج غير معبدة
مجموعه:
29

  خلال 3047 م:
3

  2438 إلى 3047 م:
4

  1524 إلى 2437 م:
3

  914 إلى 1523 م:
13

 تحت 914 م:
6 (2012)

### مطارات طائرات الهليكوبتر
20 (2012)